# Élections sénatoriales de 1906 dans la Mayenne
Les élections sénatoriales en Mayenne ont lieu le 7 janvier 1906. Elles ont pour but d'élire les 3 sénateurs représentant le département au Sénat pour un mandat de neuf années.

## Mode de scrutin
Ces élections se déroule au scrutin indirect, majoritaire et plurinominal, selon la loi du 10 décembre 1884.
Ne peuvent voter que : 
- de 1 à 24 délégués par commune, élus par chaque conseil municipal ;
- les conseillers généraux ;
- les conseillers d'arrondissements ;
- les députés du département ;
- les sénateurs sortants.

## Sénateurs sortants
| Sénateur | Sénateur                      | Parti | Fonctions lors de l'élection en 1906                                                                                 |
| -------- | ----------------------------- | ----- | --- |
|          | Victor Boissel                |       | Maire de Laval, vice-président du conseiller général.                                                                |
|          | Gustave Denis                 |       | Propriétaire et directeur de la manufacture de Fontaine-Daniel, sénateur, président du Conseil Général de la Mayenne |
|          | Étienne Albert Duboys Fresney |       | |

## Présentation des candidats
Il n'y a pas de liste légitimiste.
| Sénateur | Sénateur                      | Parti                    | Fonctions lors de l'élection en 1906                                                                                  |
| -------- | ----------------------------- | ------------------------ | --- |
|          | Gustave Denis                 | Liste Républicaine       | Propriétaire et directeur de la manufacture de Fontaine-Daniel, sénateur, président du Conseil Général de la Mayenne. |
|          | Victor Boissel                | Liste Républicaine       | Maire de Laval, vice-président du conseiller général.                                                                 |
|          | Jean-Sylvain Fouassier        | Liste Républicaine       | Maire de Château-Gontier.                                                                                             |
|          | Étienne Albert Duboys Fresney | Liste de droite          | Sénateur. |
|          | Christian d'Elva              | Liste de droite (Rallié) | Maire de Changé |
|          | Charles Daniel                | Liste de droite          | |

## Résultats
|                | Étienne Albert Duboys Fresney | Liste de droite    | 377 |  |  |  |  |  |  |  |
|                | Christian d'Elva              | Liste de droite    | 367 |  |  |  |  |  |  |  |
|                | Charles Daniel                | Liste de droite    | 351 |  |  |  |  |  |  |  |
|                | Gustave Denis                 | Liste Républicaine | 302 |  |  |  |  |  |  |  |
|                | Victor Boissel                | Liste Républicaine | 283 |  |  |  |  |  |  |  |
|                | Jean-Sylvain Fouassier        | Liste Républicaine | 276 |  |  |  |  |  |  |  |
|                |                               |                    |     |  |  |  |  |  |  |  |
| Inscrits       | Inscrits                      | Inscrits           | 655 |  |  |  |  |  |  |  |
| Abstentions    |                               |                    |     |  |  |  |  |  |  |  |
| Votants        | Votants                       | Votants            | 654 |  |  |  |  |  |  |  |
| Blancs et nuls |                               |                    |     |  |  |  |  |  |  |  |
| Exprimés       |                               |                    |     |  |  |  |  |  |  |  |

## Élection partielle pendant le mandat
Il y a une élection partielle durant ce mandat à la suite du décès d'Étienne Albert Duboys Fresney. 
| Candidat et parti politique | Candidat et parti politique | Candidat et parti politique | Premier tour | Premier tour | Second tour | Second tour | Troisième tour | Troisième tour |
| Candidat et parti politique | Candidat et parti politique | Candidat et parti politique | Voix         | %            | Voix        | %           | Voix           | %              |
| --------------------------- | --------------------------- | --------------------------- | ------------ | ------------ | ----------- | ----------- | -------------- | -------------- |
|                             | Paul Le Breton              |                             | 349          |              |             |             |                |                |
|                             | Gustave Denis               |                             | 306          |              |             |             |                |                |
|                             |                             |                             |              |              |             |             |                |                |
| Inscrits                    | Inscrits                    | Inscrits                    | 657          |              |             |             |                |                |
| Abstentions                 |                             |                             |              |              |             |             |                |                |
| Votants                     | Votants                     | Votants                     | 655          |              |             |             |                |                |
| Blancs et nuls              |                             |                             |              |              |             |             |                |                |
| Exprimés                    |                             |                             |              |              |             |             |                |                |